# Bernard E. Harcourt

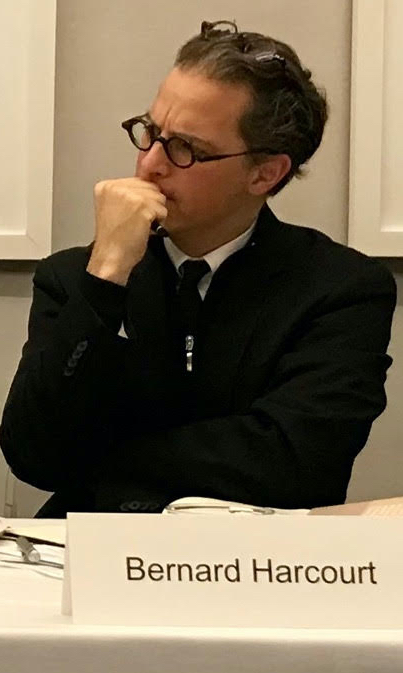
Bernard E. Harcourt (2019)

Bernard Edouard Harcourt (* 28. Januar 1963) ist ein US-amerikanischer Rechts- und Politikwissenschaftler. Er forscht und publiziert zu Themen der sozialen Kontrolle in der „Straf- und Überwachungsgesellschaft“ und vertrat als Rechtsanwalt Häftlinge, die zum Tode oder zu lebenslanger Haft ohne Bewährung verurteilt wurden. 
Er ist sowohl an der Columbia University in New York City, als auch an der École des hautes études en sciences sociales (EHESS) in Paris tätig. 

## Leben
Harcourt machte 1984 das Bachelor-Examen an der Princeton University, legte 1989 das Examen zum Juris Doctor (J.D.) an der Harvard Law School ab und wurde 2000 an der Harvard University zum Ph.D. promoviert. Er lehrte an verschiedenen Universitäten, darunter auch als Professor an der University of Chicago. Derzeit ist er Professor der Rechtswissenschaften an der Columbia Law School sowie Professor für Politikwissenschaft an der Columbia University, zudem wissenschaftlicher Direktor an der École des hautes études en sciences sociales in Paris. Er ist Mitherausgeber von Vorlesungen Michel Foucaults. 2016/2017 war er Gastprofessor am Institute for Advanced Study in Princeton.
Im Rahmen der Equal Justice Initiative vertrat Harcourt als Rechtsanwalt Todestraktinsassen in Montgomery (Alabama) und Mobile (Alabama). Auch heute ist er noch in solchen Zusammenhängen anwaltlich tätig. Außerdem nahm er an Menschenrechtsmissionen in Südafrika und Guatemala teil. Er gehörte zu den Initiatoren eines von 2400 Juraprofessoren unterzeichneten offenen Briefes gegen die Ernennung Brett Kavanaughs zum Richter des Supreme Court.
In seinen Schriften untersucht er verschiedene Regierungsformen in der „Straf- und Überwachungsgesellschaft“, besonders in der Welt nach dem 11. September 2001 und im Zeitalter von „Big Data“. Er beschreibt die jüngste Entwicklung in den Vereinigten Staaten, in der Aufstandsbekämpfung zur Regierungsform wird.
Nach Harcourt hat in den USA eine neue und andersartige Regierungskunst die Bildfläche betreten. Im Zentrum steht dabei ein Sicherheitsapparat, bestehend aus Weißem Haus, Pentagon, Vertretern der Geheimdienste, hochrangigen Kongressabgeordneten, Richtern der FISC, Führungspersönlichkeiten aus der Sicherheits- und Internetbranche, polizeilichen Nachrichtendiensten, Social-Media-Unternehmen, aus dem Silicon Valley und aus multinationalen Konzernen. Diese kohärente elitäre Gruppe, die manchmal kooperiert und manchmal konkurriert, übt durch Sammlung, Überwachung und Analyse sämtlicher Kommunikationsverbindungen und Informationen die totale Informationskenntnis über die gesamte amerikanische Bevölkerung aus. Sie erzeugt die Illusion einer aktiven Minderheit von inneren Feinden, gegen die sie mit einer hypermilitarisierten Polizei und Ingewahrsamnahmen sowie vorbeugenden Verhaftungen vorgeht. Die große Masse der Bevölkerung wird hingegen ruhig gestellt, beschwichtigt und durch die neuen digitalen Medien abgelenkt. Dieses neue Paradigma des Regierens nennt er „Gegenrevolution“, welche auf Basis kontrainsurgenter Kriegsführung zur Domestizierung der eigenen Bevölkerung regiert.

## Schriften (Auswahl)
- Illusion of Order. The false promise of broken windows policing. Harvard University Press, Cambridge (Massachusetts) 2001, ISBN 0674004728.
- Language of the gun. Youth, crime, and public policy. University of Chicago Press, Chicago 2006, ISBN 0226316084.
- Against prediction. Profiling, policing, and punishing in an actuarial age. University of Chicago Press, Chicago 2007, ISBN 978-0-22-631613-0.
- The illusion of free markets. Punishment and the myth of natural order. Harvard University Press, Cambridge (Massachusetts) 2011, ISBN 978-0-67-405726-5.
- Exposed. Desire and disobedience in the digital age. Harvard University Press, Cambridge (Massachusetts) 2015, ISBN 978-0-67-450457-8.
- The Counterrevolution. How our Government went to War against its own Citizens. Basic Books, New York 2018, ISBN 978-1-54-169728-7.
  - Gegenrevolution. Der Kampf der Regierungen gegen die eigenen Bürger.  Aus dem Amerikanischen von Frank Lachmann, S. Fischer, Frankfurt am Main 2019, ISBN 978-3-10-397436-2.[8][9]